# Ngultrum
Pour les articles homonymes, voir BTN.
Le ngultrum (en dzongkha : དངུལ་ཀྲམ) est la devise officielle du royaume du Bhoutan.

## Historique
Un ngultrum (abrégé en Nu) est subdivisé en 100 chhertums (abrégé en Ch). Son code ISO 4217 est BTN.
Les billets qui existent sont ceux de 5 Nu, 10 Nu, 20 Nu, 50 Nu, 100 Nu et 500 Nu. Les billets de 1 et 2 Nu ne sont plus fabriqués. Les pièces existent en 5 Ch, 10 Ch, 25 Ch, 50 Ch et 1 Nu.
Le ngultrum est à parité avec la roupie indienne.
Au 23 avril 2025, 1 euro vaut environ 98 ngultrum et 1 dollar américain vaut 85,81 ngultrum.

## Billets de banque

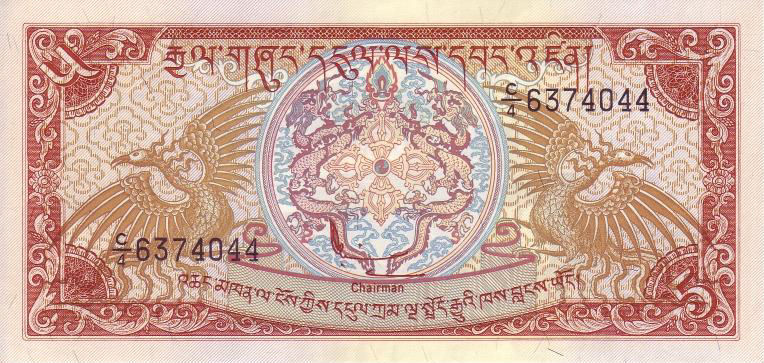
Recto du billet de 5 ngultrum
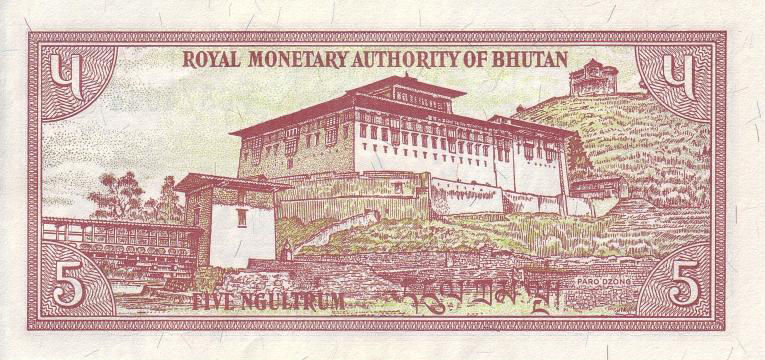
Verso du billet de 5 ngultrum
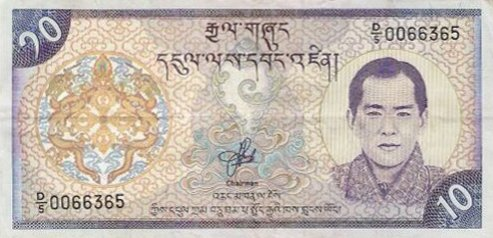
Recto du billet de 10 ngultrum
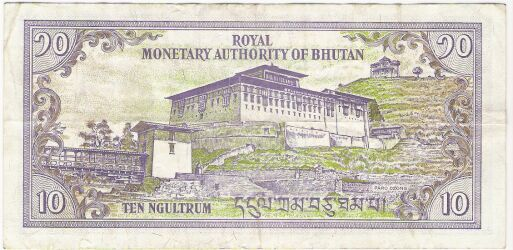
Verso du billet de 10 ngultrum
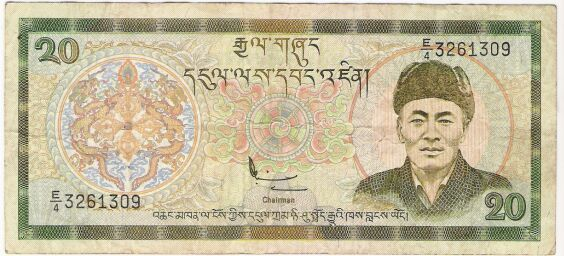
Recto du billet de 20 ngultrum
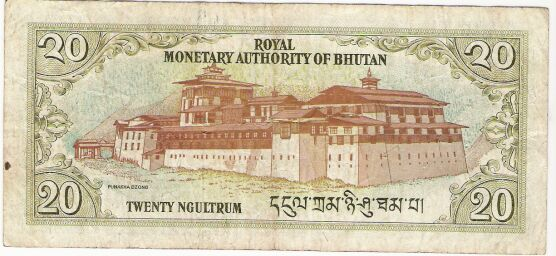
Verso du billet de 20 ngultrum
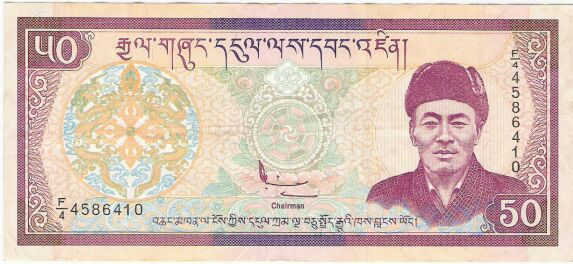
Recto du billet de 50 ngultrum
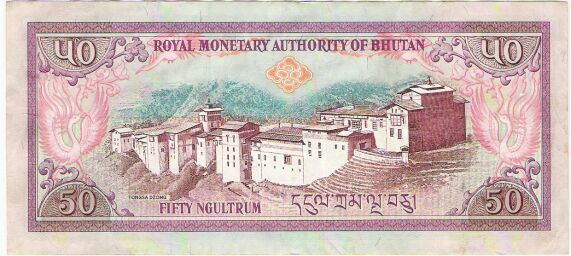
Verso du billet de 50 ngultrum
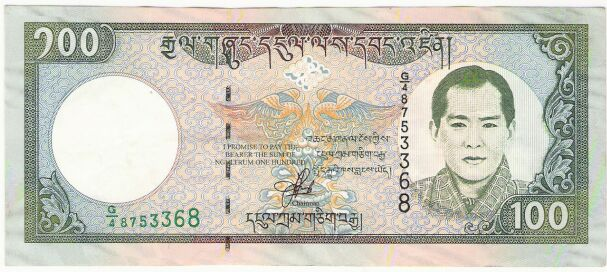
Recto du billet de 100 ngultrum
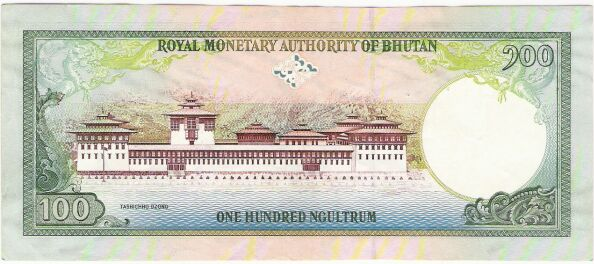
Verso du billet de 100 ngultrum
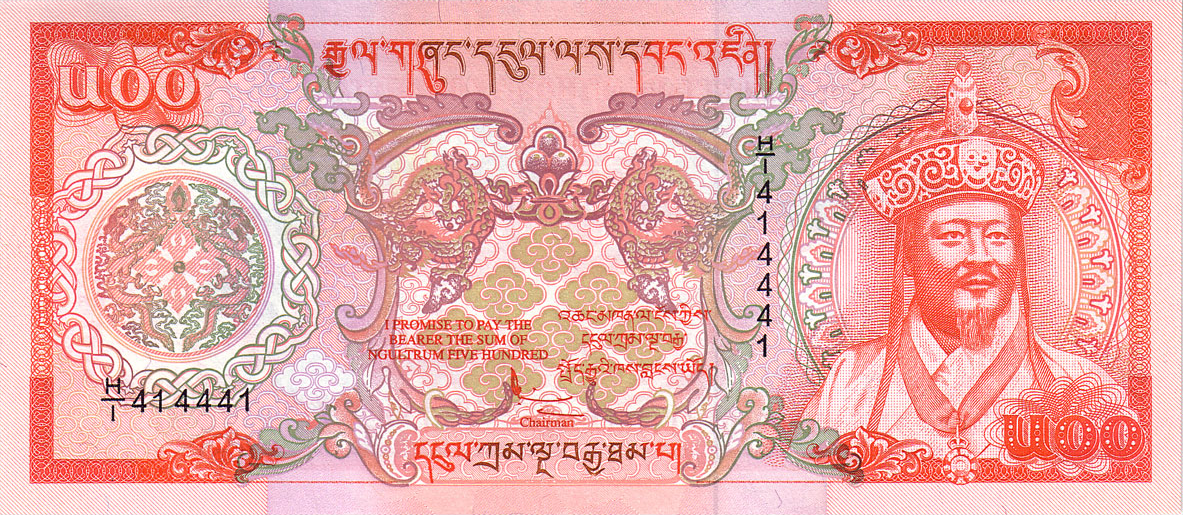
Recto du billet de 500 ngultrum
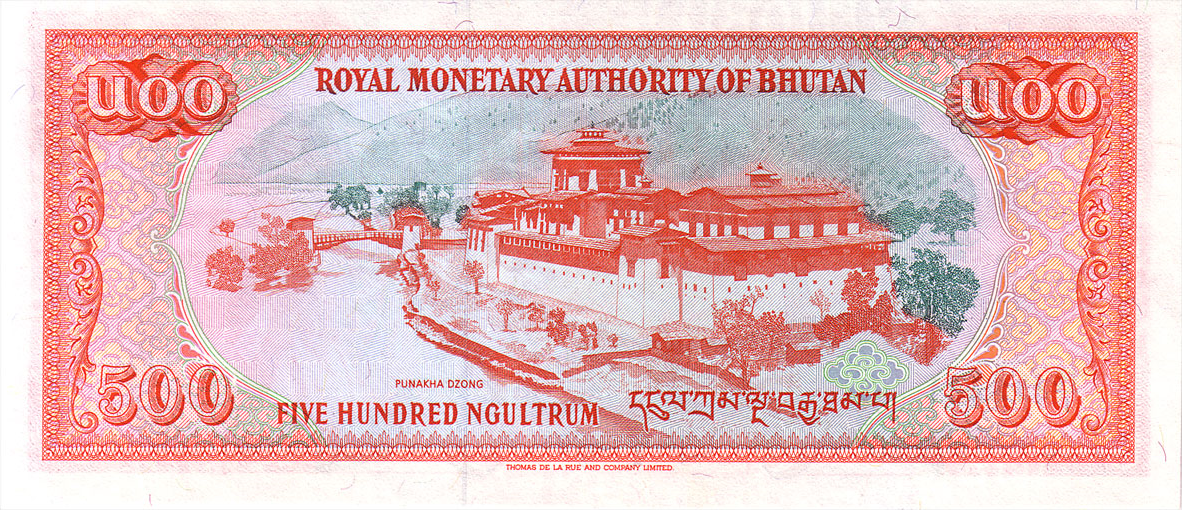
Verso du billet de 500 ngultrum